# Östgöta Barock
Östgöta Barock grundades 2003 av Torbjörn Köhl.
Ensemblen spelar framförallt barockmusik, men även musik från andra epoker, på tidstrogna instrument.